# Im Himmelreich (Naturschutzgebiet)
Im Himmelreich ist ein Naturschutzgebiet in der niedersächsischen Stadt Lehrte in der Region Hannover.
Das Naturschutzgebiet mit dem Kennzeichen NSG HA 045 ist 9 Hektar groß. Es grenzt nach Norden und Westen an das Landschaftsschutzgebiet „Obere Burgdorfer Aue“. Das Gebiet steht seit dem 9. November 1956 unter Naturschutz. Zuständige untere Naturschutzbehörde ist die Region Hannover.
Das Naturschutzgebiet liegt östlich von Lehrte und stellt einen strukturreichen Eichen-Hainbuchenwald unter Schutz, der sich auf dem zerklüfteten Gelände eines ehemaligen Abbaubereichs entwickelt hat. Der Wald ist von einem artenreichen Saum umgeben, daneben sind Gebüschstrukturen mit Hasel, Schlehe und Weißdorn sowie in nassen Senken Weidengebüsch zu finden. Im Süden ist ein Teil eines Sees in das Schutzgebiet einbezogen. Stellenweise hat sich Feuchtgrünland entwickelt.
Das Gebiet grenzt im Süden an die Burgdorfer Aue sowie die Bahnstrecke Berlin–Lehrte, im Osten an eine öffentliche Straße.